# Bloc Party
Bloc Party è un gruppo indie rock inglese formatosi nel 1999 a Londra.
Nel 2005 è uscito l'acclamato dalla critica Silent Alarm, il loro album di debutto. Il secondo album, A Weekend in the City, è uscito a febbraio 2007, mentre è di agosto 2008 il terzo album della band, Intimacy.

## Storia del gruppo

### Nascita e origine del nome
Il gruppo nasce nel 1998 dall'incontro tra il cantante Kele Okereke, inglese di origini nigeriane, e il chitarrista Russel Lissack. I due si conoscono infatti nell'Essex, contea nella quale Lissack è nato e cresciuto e dove Okereke ha compiuto gli studi. Un anno dopo, nel 1999, i due si ritrovano al Reading Festival e decidono di formare il gruppo, che inizia così a suonare sotto il nome Angel Range.
Successivamente, tramite un annuncio su NME si unisce nel 2000 il bassista Gordon Moakes. Nel 2002 il gruppo cambia il nome in Diet e incide due brani, This is not a Competition e The Answer, definiti dalla rivista Drowned in Sound come gli Strokes sotto anfetamina che incontrano i Cure.
Intanto il gruppo recluta senza successo diversi batteristi, finché nel 2003 si unisce al trio il batterista Matt Tong.
Nello stesso anno il gruppo comincia a diffondere il primo demo sotto il nome di Union; durante un concerto dei Franz Ferdinand vengono poi notati da un dj di Radio One, Steve Lamacq, che li assolderà per una live session.
A rimanere definitivo sarà tuttavia il nome Bloc Party; l'idea viene dai cosiddetti block party, tipiche feste di quartiere statunitensi con esibizioni di gruppi locali. Il gruppo ha altresì confermato che nel nome non sono presenti allusioni né al Blocco sovietico, né al partito politico canadese del Blocco del Québec. Moakes ha comunque dichiarato che il nome può essere visto anche come una sorta di unione in tra i blocchi orientali (Bloc) e i partiti occidentali (Party), con un chiaro senso politico, nonostante lo stesso Moakes sostenga anche che è più il suono del nome ad aver portato il gruppo a questa scelta che non l'allusione politica.
Il gruppo riceve subito un buon consenso dal pubblico, specialmente grazie ad un concerto all'Electrowerkz di Londra organizzato dall'etichetta Domino records, durante il quale i Bloc Party si esibiscono come gruppo spalla dei Franz Ferdinand.

### Il successo:Silent Alarm

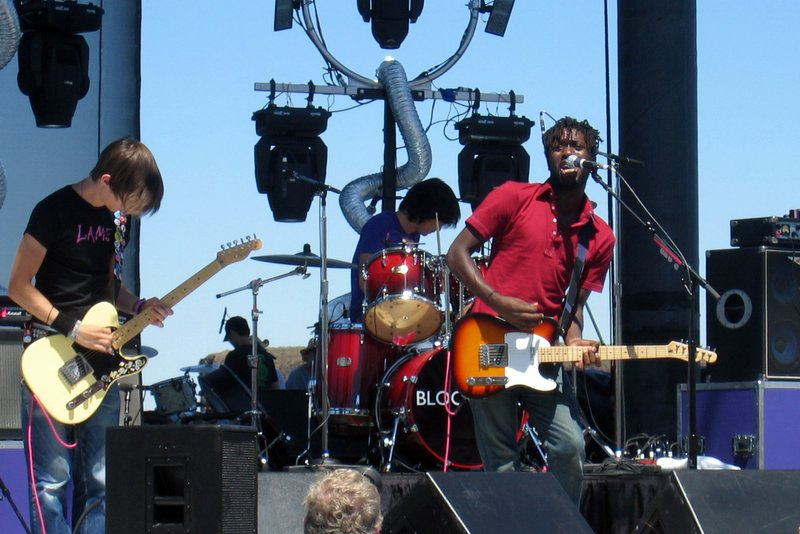
Bloc Party al Sasquatch Music Festival nel 2005.

Nel novembre del 2003 una canzone dei Bloc Party, The Marshalls are Dead, viene pubblicata su una compilation, The New Cross, dell'Angular Recording Corporation. Il loro singolo di debutto è però She's Hearing Voices, con la giovane casa discografica Trash Aesthetics; ciò suscita l'interesse di alcuni talent scout, e i Bloc Party hanno così la possibilità di pubblicare un ulteriore singolo, Banquet, questa volta sotto l'etichetta Moshi Moshi, che li porterà infine a firmare un contratto con la Wichita Recordings nell'aprile del 2004.
Il primo singolo con la Wichita è Little Thoughts, che raggiunge la top 40; segue Helicopter, che entra nella top 30.
I singoli verranno quindi successivamente inseriti nell'album di debutto Silent Alarm, uscito soltanto il 14 febbraio 2005 sotto l'etichetta discografica V2. L'album raggiunge la posizione numero 3 nella classifica degli album più venduti nel Regno Unito, diventa disco di platino, viene acclamato dalla critica e votato da NME come album dell'anno 2005. Il singolo So Here We Are entra nella top 5 dei singoli più venduti mentre i successivi Banquet e Pioneers entrano rispettivamente nella classifica NME dei migliori 50 singoli del 2005 e nella top 20, sempre del Regno Unito. La risonanza positiva viene anche dai The Chemical Brothers, che si avvalgono della collaborazione di Okereke nella loro canzone Believe, contenuta nell'album Push the Button. Tuttavia, la stessa risonanza non si fa sentire negli Stati Uniti, in cui i Bloc Party non riescono ancora a raggiungere una posizione di rilievo nello scenario rock pop del periodo.
A fine agosto 2005 esce l'album di remix Silent Alarm Remixed, contenente tutte le canzoni in ordine di Silent Alarm remixate da artisti come Ladytron, M83, Death from Above 1979, Four Tet e Mogwai.
Intanto i Bloc Party registrano due nuove canzoni con Paul Epworth, il produttore di Silent Alarm: Hero e Two More Years. Quest'ultima esce il 3 ottobre in contemporanea all'inizio del tour nel Regno Unito. Le canzoni vengono poi inserite in un EP dal titolo Two More Years, assieme alla nuova edizione di Silent Alarm, che contiene la stessa Two More Years assieme al primo singolo uscito che non era invece incluso nell'album, Little Thoughts.
Nel singolo di Two More Years è inoltre contenuto un remix di Banquet dei The Streets, remix per il quale viene girato un video.
Il gruppo registra poi una nuova canzone, The Present, pensata inizialmente per il successivo album, ma poi inserita nella compilation benefica Help!: A Day in the Life, i cui proventi vengono devoluti all'associazione "War Child Charity". Nel 2006 infine, un sample di Banquet viene utilizzato da dj Green Lantern assieme ad Apathy, Tak (degli Styles of Beyond) e Mike Shinoda per una canzone che prenderà il titolo Bloc Party. La canzone è contenuta nel mixtape di Green Lantern, We Major.

### A Weekend in the City

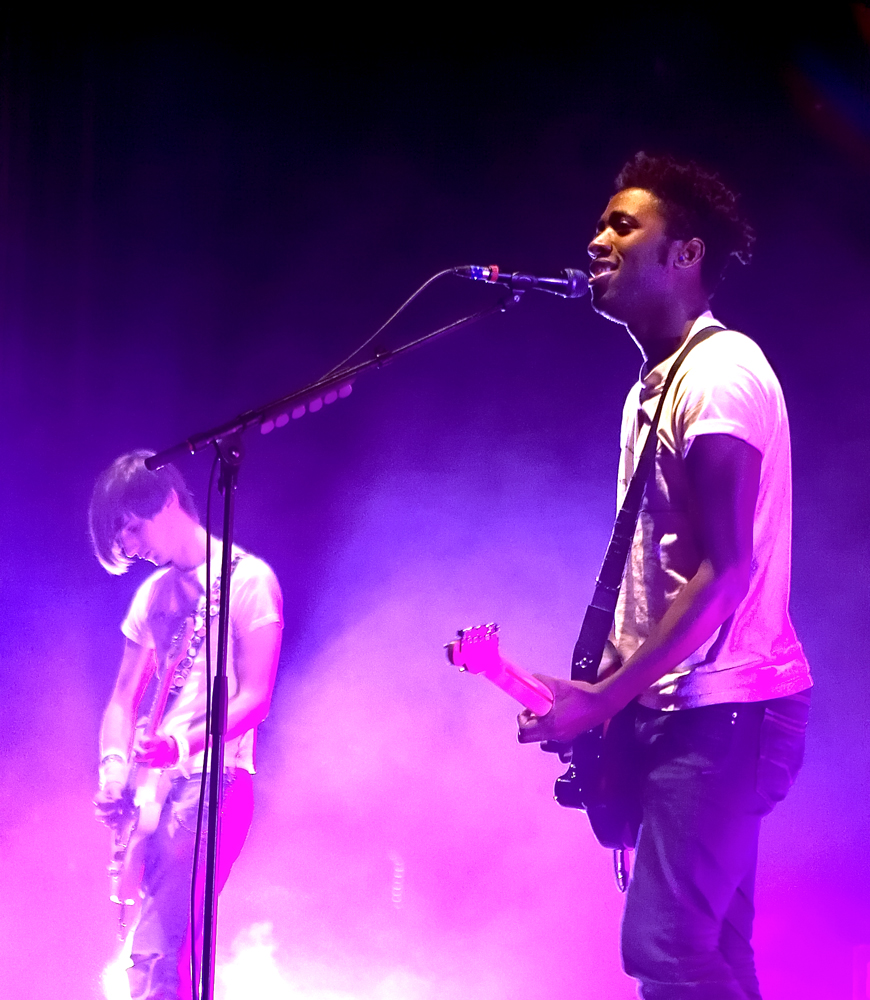
Russel Lissack e Kele Okereke a Londra nel 2005

Il loro secondo album, A Weekend in the City, prodotto dal Jacknife Lee (U2, Editors, Snow Patrol), esce il 5 febbraio 2007 e arriva direttamente alla posizione numero 12 della Billboard 200 con 48 000 copie vendute, mentre nella classifica degli album più venduti nel Regno Unito raggiunge la posizione numero 2. L'album, anticipato dal singolo The Prayer uscito il 29 gennaio 2007, era già ascoltabile dalla loro pagina Myspace dal 22 novembre 2006. In contemporanea alla nuova uscita i Bloc Party partono per un mini-tour europeo.
A Weekend in the City, dice Kele Okereke, non vuole per nessuna ragione essere una sorta di Silent Alarm parte seconda; c'è più spazio per l'elettronica e le sperimentazioni rispetto all'album di debutto ed anche la critica concorda su un'evidente evoluzione del gruppo. L'album viene ben accolto anche dal pubblico: A Weekend in the City entra infatti nella top 30 di Billboard. Per quanto riguarda gli argomenti affrontati nei testi c'è invece una continuità con Silent Alarm; i temi sono spesso di natura politica, quelli più cari ad Okereke, basati anche sui casi di razzismo in Gran Bretagna. Un altro tema affrontato è quello dell'omosessualità, un esempio ne è Kreuzberg.
Il secondo e il terzo singolo estratti sono rispettivamente I still remember ad aprile e Hunting for Witches il 9 luglio 2007.
Il 25 e 26 agosto 2007 i Bloc Party partecipano all'importante evento musicale inglese Reading Festival; è proprio in questi giorni inoltre che, presso lo studio privato del produttore Jacknife Lee, ritornano per registrare il loro terzo cd,  dopo alcune sessioni a Londra. "Abbiamo una dozzina di canzoni pronte" ha affermato Moakes.

### Intimacy
Intimacy esce nell'agosto 2008, anticipato dal singolo Mercury, pubblicato negli Stati Uniti l'11 agosto. L'album inizialmente è stato disponibile solo in formato MP3, essendo stato distribuito nei negozi solo a partire dal 27 ottobre. Con questo album, il gruppo combina elementi di art rock, sperimentati in Silent Alarm, con l'elettronica di alcun pezzi di A Weekend in the City. Sono inoltre osservabili influenze dal big beat nel primo singolo estratto, Mercury.
Il 10 agosto 2009 è uscito poi un altro singolo, non incluso nell'album, intitolato One More Chance.

### Progetti solisti
A seguito della fine del tour, diversi membri della band hanno espresso dei commenti che ponevano il futuro della band in dubbio.
Nel frattempo i membri del gruppo hanno portato avanti altri progetti: Kele ha pubblicato il suo primo album da solista, intitolato The Boxer (prodotto da Hudson Mohawke e XXXChange) il 21 giugno 2010 su Wichita / Polydor nel Regno Unito e in Europa e Glassnote Records per il resto del mondo; il primo singolo estratto dall'album, Tenderoni, è uscito il 14 giugno 2010. Moakes si è messo insieme a membri di The Automatic e La Roux per formare i Young Legionnaire, mentre Lissack ha ravvivato il suo progetto Pin Me Down ed è entrato a far parte della formazione degli Ash per supportarli nella loro attività live.

### Four
Nei primi mesi del 2012 il gruppo si è riunito ed ha lavorato ad un nuovo disco, Four, che viene pubblicato il 20 agosto 2012, seguito da un tour Europeo che inizia nel novembre seguente.
Nel 2013 il gruppo decide di concedersi una pausa a tempo indeterminato.

### Nuova formazione eHymns
Nell'agosto 2015 il gruppo annuncia la rifondazione della line-up, con il cambio di due elementi rispetto al 2013, e si esibisce in tour nel periodo seguente.
Nel gennaio 2016 esce il loro quinto album in studio Hymns, anticipato dal brano Virtue.

## Formazione

### Formazione attuale
- Kele Okereke – voce, chitarra, sampler, piano elettrico (1999–presente)
- Russel Lissack – chitarra, sampler, programmazioni, sintetizzatore (1999–presente)
- Justin Harris – basso, cori, glockenspiel (2015–presente)
- Louise Bartle – batteria, percussioni, cori (2015–presente)

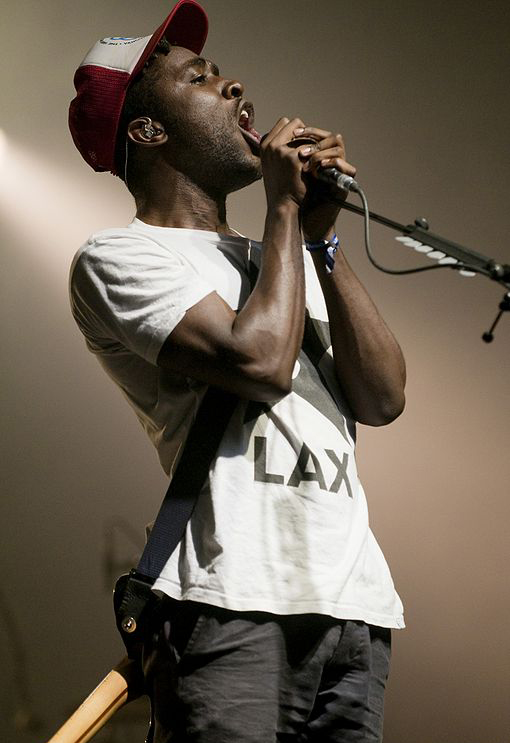
Kele Okereke
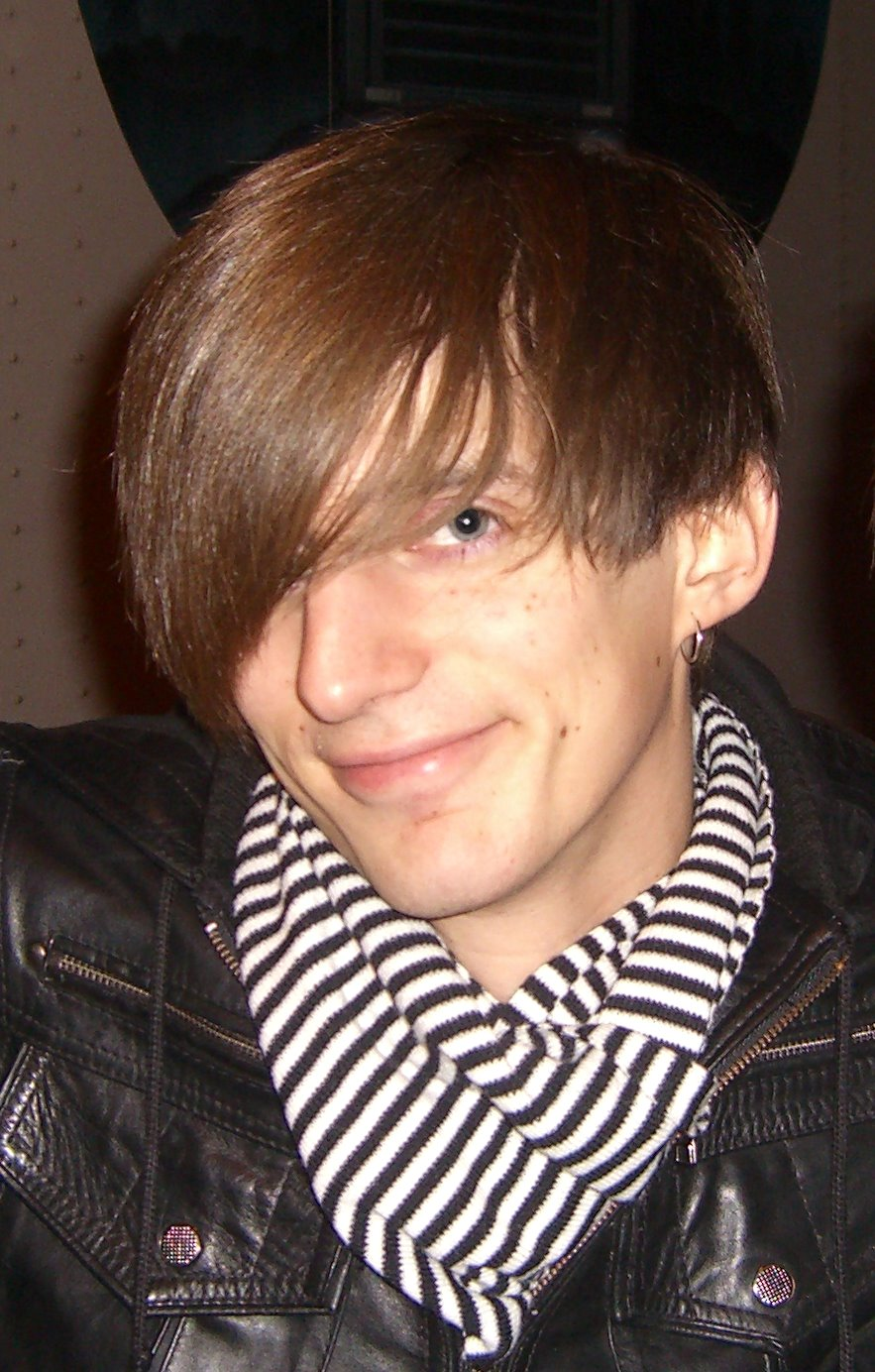
Russell Lissack

### Ex componenti
- Gordon Moakes – basso, cori, voce (occasionalmente), tastiere, sintetizzatore, batteria, glockenspiel (2001–2015)
- Matt Tong – batteria, percussioni, cori (2001–2013)
- Sara Jones - batteria 2013

Sessions e touring

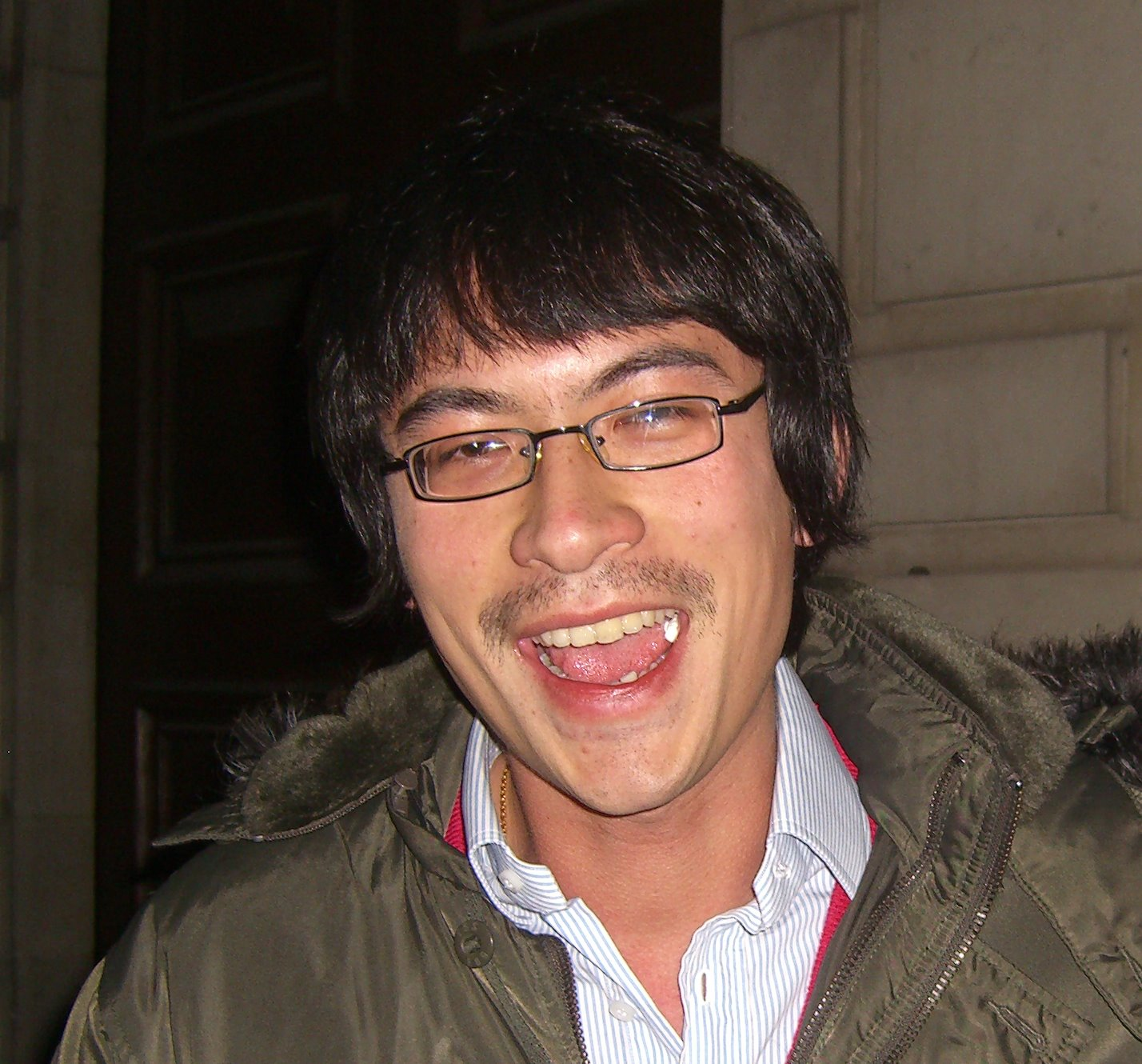
Matt Tong
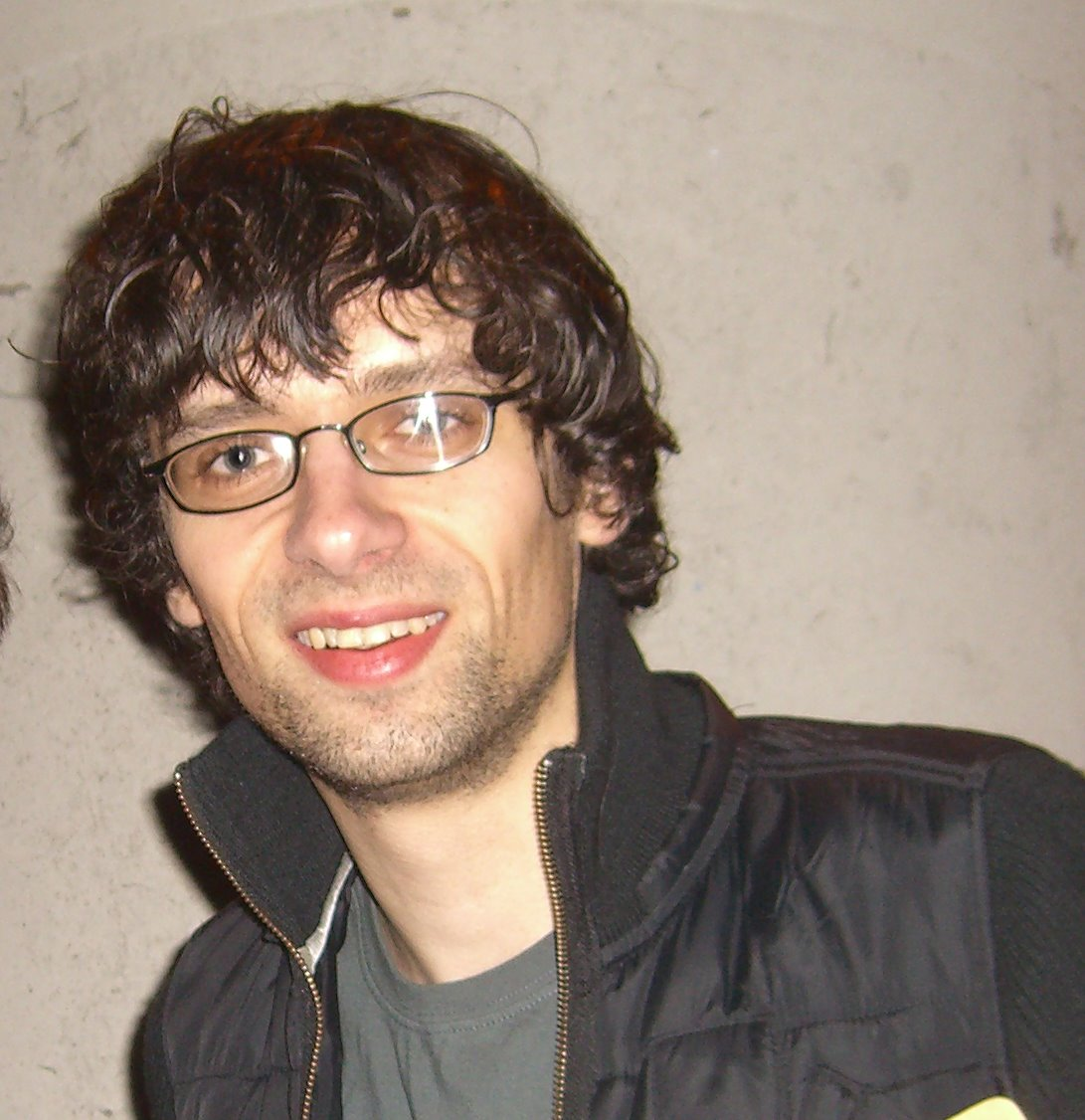
Gordon Moakes

## Discografia

### Album in studio
- 2005 - Silent Alarm
- 2007 - A Weekend in the City
- 2008 - Intimacy
- 2012 - Four
- 2016 - Hymns
- 2022 - Alpha Games

### EP
- 2004 - Bloc Party
- 2004 - Little Thoughts EP (solo in Giappone)
- 2005 - Two More Years EP (solo in Giappone)
- 2012 - Beholder EP
- 2012 - Octopus
- 2013 - The Nextwave Sessions

### Remix
- 2005 - Silent Alarm Remixed
- 2009 - Intimacy Remixed

### Singoli
- 2004 - Little Thoughts/Tulips
- 2004 - Helicopter
- 2005 - So Here We Are/Positive Tension
- 2005 - Banquet
- 2005 - The Pioneers
- 2005 - Two More Years/Hero
- 2005 - Blue Light
- 2007 - The Prayer
- 2007 - I Still Remember
- 2007 - Hunting for Witches
- 2007 - Flux
- 2008 - Mercury
- 2008 - Talons
- 2009 - One More Chance
- 2012 - Octopus
- 2012 - Kettling
- 2013 - Truth
- 2013 - Ratchet